# 日本骨折治療学会
一般社団法人日本整形外傷学会（にほんこっせつちりょうがっかい、英名 The Japanese Society for Fracture Repair ）は、骨・関節外傷に関する諸問題の研究・進歩・発展を図ることを目的として1978年に設立された学会。2025年4月に日本骨折治療学会から名称変更。
事務局を東京都中央区一般社団法人　会議支援センターに置いている。

## 事業
- 学術集会・講演会・研修会の開催、学会誌・図書等の発行、研究の奨励・調査の実施、国際協力の推進・国内外の諸団体との連携など[1]

## 機関誌
- 『骨折』年4回

## 協賛企業
- エーザイ株式会社
- 小野薬品工業株式会社
- 小林メディカル株式会社
- シンセス株式会社
- 武田薬品工業株式会社
- 帝人ファーマ株式会社
- 日本ストライカー株式会社
- 株式会社日本ユニテック
- バイオメット・ジャパン株式会社
- メディカルトラスト株式会社